# Leading Ladies (film)
Pour les articles homonymes, voir Leading Ladies.
Pour plus de détails, voir Fiche technique et Distribution.
Leading Ladies (Littéralement : Les grandes dames) est un film américain réalisé par Erika Randall Beahm et Daniel Beahm, sorti en 2010.

## Fiche technique
- Titre : Leading Ladies
- Réalisation : Erika Randall Beahm, Daniel Beahm
- Scénario : Erika Randall Beahm, Jennifer Bechtel
- Musique : Daniel Beahm
- Production : Daniel Beahm
- Sociétés de production : Teahm Beahm, My Pet Piranha
- Sociétés de distribution : Wolfe Video (en)
- Pays d’origine :  États-Unis
- Langue : anglais américain
- Lieux de tournage : Champaign, Illinois , États-Unis
- Durée : 1 h 42
- Genre : musical
- Dates de sortie :
  -  États-Unis :
    - 10 juillet 2010 à l'Outfest de Los Angeles
    - 6 novembre 2010 au Festival du film (en) de Denver
    - 12 janvier 2011 au Festival international du film de Palm Springs
    - 20 juin 2011 au Festival du film Frameline de San Francisco

## Distribution
- Melanie LaPatin (en) : Sheri Campari
- Benji Schwimmer (en) : Cedric Michaels
- Laurel Vail : Toni Campari
- Shannon Lea Smith : Tasi Campari
- Nicole Dionne : Mona Saunders
- Martha Murphy : Tasi (Age 2)
- Melanie Murphy : Toni (Age 4)
- Gracie Percival : Tasi (Age 5)
- Trinity Shanks : Toni (Age 7)
- Nikki Taylor Melton : Tasi (Age 12)
- Erin Slifer : Toni (Age 14)
- John Librizzi : Tony
- Michael Metreger : Gene
- Nathan Reichard : Bio Dad
- John P. Ward : Harris